# Regioner i Cameroun
De 10 Regioner i Cameroun er det højeste niveau af administrative områder i landet Cameroun. De har været kaldt regioner siden 12. november 2008, hvor den daværende og nuværende præsident Paul Biya omdøbte de tidligere eksisterende "provinser i Cameroun" til regioner ved dekret.

## Historie
Mellem 1961 og 1972 var Cameroun en føderal republik bestående af to føderale stater, Østcameroun og Vestcameroun.
Et enhedsstatssystem opstod i 1972. Landet blev derefter opdelt i provinser. I 1983 blev Centre-Syd-provinsen opdelt i Centre og South, og samtidig blev Adamawa- og Far North-provinserne udskilt fra North-provinsen.
I 2008 underskrev Republikken Camerouns præsident, præsident Paul Biya dekreter, der afskaffede betegnelsen "provinser" og erstattede dem med "regioner". Derfor er alle landets ti provinser nu kendt som regioner.
Nordvestregionen og Sydvestregionen fik særlig status i december 2019, hvilket gav dem yderligere beføjelser.

## Liste
| Nr. | Region                   | fransk navn  | Hovedstad  | Befolkning (2005 census) | Befolkning (2022 est.) | Areal (km2) | Indb./km2 |
| --- | ------------------------ | ------------ | ---------- | ------------------------ | ---------------------- | ----------- | --------- |
| 1.  | Adamawa                  | Adamaoua     | Ngaoundéré | 903.000                  | 1.124.000              | 63.701      | 8         |
| 2.  | Centre                   | Centre       | Yaoundé    | 3.105.000                | 3.905.000              | 68.953      | 24        |
| 3.  | Est                      | Est          | Bertoua    | 783.000                  | 830.000                | 109.002     | 5         |
| 4.  | Extrême Nord (Far North) | Extrême-Nord | Maroua     | 3.119.000                | 3.796.000              | 34.263      | 54        |
| 5.  | Littoral                 | Littoral     | Douala     | 2.502.000                | 3.178.000              | 20.248      | 67        |
| 6.  | Nord                     | Nord         | Garoua     | 1.703.000                | 2.297.000              | 66.090      | 13        |
| 7.  | Nord-Ouest               | Nord-Ouest   | Bamenda    | 1.735.000                | 1.906.000              | 17.300      | 69        |
| 8.  | Sud                      | Sud          | Ebolowa    | 641.000                  | 773.000                | 47.191      | 8         |
| 9.  | Sud-Ouest                | Sud-Ouest    | Buea       | 1.325.000                | 1.503.000              | 25.410      | 34        |
| 10. | Ouest                    | Ouest        | Bafoussam  | 1.712.000                | 1.875.000              | 13.892      | 97        |